# Café-Concert
Café-Concert este o pictură în ulei pe pânză din 1879 a pictorului francez Édouard Manet, care a surprins de multe ori scene din cafenele de la sfârșitul secolului al XIX-lea.

## Istoria
Cadrul a fost identificat drept Braseria Reichshoffen de pe Boulevard Rochechouart. Manet ne arată bărbați și femei în noile braserii și cafenele din Paris, care prezintă privitorului o viziune alternativă asupra noii vieți pariziene. Manet a afirmat că pictează „opere sincere”. Femeile prezentate în aceste scene riscau în ceea ce privește percepția și moralitatea.

## Compoziția
În Café-Concert, Manet prezintă o cafenea în care trei personaje centrale formează un triunghi, dar toate sunt angajate în direcții opuse. Scena unui café-concert este indicată de Manet ca fiind una de separare. Chelnerița se bucură de o bere, în timp ce femeia de la bar fumează o țigară și apare supusă, iar bărbatul pare a fi în largul său în timp ce urmărește spectacolul (cântăreața cunoscută drept „La Belle Polonaise” este reflectată în oglinda din fundalul picturii). Se observă că bărbatul evocă încredere, deoarece bărbații, spre deosebire de femei, ar putea frecventa cafenele fără a se simți nesiguri. Pictura a fost încheiată în atelier, dar dă aspectul că este un subiect proaspăt observat.

## Analiză
În acest tablou, conceptele de compoziție convențională sunt respinse. Personajele indivizilor prezentați nu sunt clar definite, ci modelate cu pensule. Culorile sunt așezate direct pe pânză cu lovituri repetate, în loc să aplice straturi de pigmenți și glazuri pe un fundal întunecat.